# 奥平昌高
奥平 昌高（おくだいら まさたか）は、豊前国中津藩の第5代藩主。中津藩奥平家9代。「蘭癖大名」の一人として知られている。

## 生涯
天明元年（1781年）に薩摩藩主・島津重豪の次男として薩摩藩江戸藩邸で生まれる。母は側室・お登勢の方（慈光院）（ただし実母は直心影流剣術剣客鈴木藤賢の娘と伝わる）。
「近秘野艸」（『鹿児島県史料』「伊地知季安著作史料集六」所収）では長州萩藩主毛利治親（大膳大夫）の養子であり、毛利姓を名乗っていた時期があったとしている。
天明6年（1786年）9月20日、急逝した中津藩主奥平昌男の末期養子として6歳で家督を継ぐ。これには昌男の父・昌鹿と昌高の父・重豪が蘭学仲間で非常に仲が良かったという背景があった。昌男は生前、重豪の娘と婚約もしていた。昌高も昌男の娘婿という形で養子に迎えられている。寛政3年（1791年）10月1日、将軍徳川家斉に御目見する。寛政6年12月16日、従五位下・大膳大夫に叙任する。文化7年12月6日（1811年）、従四位下に昇進する。文化14年（1814年）4月6日、侍従に任官される。この間、文化14年（1817年）3月17日には溜詰格に、さらに同年9月1日には溜間詰本格に列した。
生家も養家も蘭学好きとあって、蘭学を学ぶ環境に恵まれていた昌高は、手始めに中津藩江戸中屋敷に総ガラス張りの「オランダ部屋」なる物を造り、そこに出島で買い集めさせたオランダ製品を陳列していた。しかし次第に物を買い集めるだけでは飽き足らなくなり、オランダ語を勉強するようになる。また、歴代のオランダ商館長（カピタン）と親交を結ぶようになり、ヘンドリック・ドゥーフからフレデリック・ヘンドリックというオランダ名までもらっている。後にはオランダ語の会話に不自由せず、さらに商館長と詩のやりとりまでしていたという。
特にフィリップ・フランツ・フォン・シーボルトとの交流は熱心なもので、文政9年（1826年）3月4日（新暦4月10日）に実父の重豪とともに初めて対面して以降、5回も会談している。シーボルトと気兼ねなく対面するために、昌高は文政8年（1825年）5月6日に次男の昌暢に家督を譲って隠居している。隠居後は通称を左衛門尉に改めた。
昌高は養祖父の昌鹿より、藩医であった前野良沢らが『解体新書』の翻訳で辞書がないため苦労した話を聞いており、文化7年（1810年）に『蘭語訳撰』（通称「中津辞書」）、文政5年（1822年）には『バスタールド辞書』を出版し、江戸後期の西洋文化・科学導入に多大な役割を果たした。
安政2年（1855年）、江戸で74歳にて没した。

## 系譜
- 父：島津重豪（1745-1833）
- 母：慈光院（?-1801、お登勢の方、市田貞行娘）または鈴木藤賢の娘とも
- 養父：奥平昌男（1763-1786）
- 正室：八千代 - 本明院、奥平昌男の娘
- 室：歌子
  - 次男：奥平昌暢（1809-1832）
- 生母不明の子女
  - 女子：軽姫 - 松平頼縄正室
  - 男子：富之進
  - 男子：得之助
  - 男子：圭太郎
  - 五男：奥平昌猷（1813-1842） - 奥平昌暢の養子
  - 女子：加藤泰理正室
  - 女子：永井尚典正室
  - 六男：生駒親愛（1818-1839） - 生駒親孝の養子
  - 女子：鉄姫 - 酒井忠方正室
  - 女子：成瀬正住正室
  - 女子：稲葉幾通正室
  - 十男：池田慶政（1823-1893） - 池田斉敏の養子
  - 男子：金之助
  - 十一男：生駒親道（1827-1855） - 生駒親愛の養子
  - 女子：島津忠寛正室
  - 十二男：青木一咸（1828-1856） - 青木一興の養子
  - 十三男：牧野忠直
  - 女子：フチ - 池田喜通継室
  - 男子：隼之丞
  - 女子：菅沼新八郎室
  - 女子：銈姫 - 黒田長溥の養女、四条隆謌室
  - 女子：内藤頼愛正室
  - 女子：操姫 - 相良長福継室
  - 十一女：鍼姫 - 松平慶憲正室、のち堀田正誠正室

昌高は女系の遠縁ではあるが、奥平家の血を引いている。ただし、大膳家昌以来の中津藩主家でなく、伊予松山藩家老奥平藤左衛門家と同じ系統である。
奥平貞友―松平定勝室－松平定行―松平定頼―真修院（島津綱久室）―島津綱貴……島津重豪―奥平昌高

## 参考資料
- ヴォルフガング・ミヒェル「中津藩主奥平昌高と西洋人との交流について」『中津市歴史民俗資料館村上医家史料館叢書』第5巻、中津市歴史民俗資料館、2006年、20-61頁、hdl:2324/2852。
- ヴォルフガング・ミヒェル, 鳥井裕美子, 川嶌眞人「"川嶌眞人「奥平昌高─多き蘭学大名」"」『九州の蘭学 : 越境と交流』思文閣出版、2009年、154-159頁。ISBN 9784784214105。全国書誌番号:21625272。